# メアリー・パーカー
メアリー・パーカー(Mary (Ayer) Parker)はマサチューセッツ州アンドーバーの住人。1692年9月22日にセイラム魔女裁判で処刑された。彼女は55歳の未亡人であった。メアリーの夫、ネイサンは、1685年に死亡した。ニコラス・ノイスが死刑を執行した。
彼女の娘、サラ・パーカーも、同様に告発された。
メアリーはアメリカ合衆国大統領ジョージ・W・ブッシュの8代前の曾祖母である。彼は217人に達する裁判の関係者の子孫または縁戚である。

## 関連文献
Upham, Charles (1980). Salem Witchcraft. New York: Frederick Ungar Publishing Co., 2 vv, v.2 pp 324–5, 480.